# Унгарска марка
Унгарската марка (на немски: Ungarische Mark, Ungarnmark, Neumark) е за късо време средновековна историческа територия в днешна Долна Австрия, разположена между планината Лайзер Берге, Морава и Лайта. Заедно с Бохемската марка образували най-външната граница на Свещената Римска империя на изток до Кралство Унгария.

## История
Унгарската марка е образувана през 1043 г., след като крал Хайнрих III изтласкал чрез множество походи унгарците обратно и сключил мир с крал Шамуел Аба. На княжеското събрание в Ингелхайм през 1043 г. Луитполд от род Бабенберги, най-големият син на маркграф Адалберт Победител, е издигнат на маркграф на Марка Унгария, умира обаче след няколко дена.
Главен град на Унгарската марка до 1045 г. е Щилфрид на Морава, основан от маркграф Луитполд.
През 1045 г. крал Хайнрих III дава маркграфството на Зигфрид I от Спанхаймите. След кратко време маркграфството отива на Ернст Смелия от род Бабенбергите, малкият брат на Луитполд, който обединява Унгарската марка и Бохемската марка с неговото Маркграфство Австрия.

## Регенти
- Луитполд († 9 декември 1043)
- Зигфрид фон Спанхайм (1045 – 1046)
- Ернст Смелия, маркграф на Австрия (1055 – 1075)